# Bibliosmie
 (juillet 2025).
- Si vous ne connaissez pas le sujet, laissez ce bandeau (vous pouvez alors contacter les auteurs).
- Si vous supprimez le contenu mis en cause (vous pouvez préalablement contacter les auteurs),

argumentez précisément cette suppression dans la page de discussion
(un manque de référence n'est pas un argument ; une recherche réelle de référence doit avoir été effectuée, être formellement documentée).
La bibliosmie est la sensation de plaisir que provoque l'appréciation de l'odeur d'un livre. Notamment des livres anciens. Cette sensation olfactive qui a lieu lorsqu'on hume les pages d'un livre évoque, généralement, un sentiment de nostalgie, de calme et de confort. L'odeur provient de la dégradation chimique des composants d'un livre — notamment la colle, l'encre et le papier — qui vont libérer de la vanilline, du benzaldéhyde, de l'acétophénone et de l'ethylhexanol

## Origines
Composé de « biblio » - (book, livre en anglais) et - « smie » (smell, odeur en anglais). Théorisé en 2014 par l'auteur et professeur d'anglais Oliver Tearle dans un tweet aujourd'hui supprimé, il signifiait initialement « l'acte de sentir des livres ».

## Livres anciens
Les « vieux » livres ou les livres anciens étaient fabriqués avec des composants plus bruts pour ce qui concerne le papier, la colle et l'encre. L'impression était souvent plus marquée sur un papier souvent plus épais. Avant l'apparition des machines à papier en 1799, le papier était fabriqué à partir de chiffons, de lin ou de coton. Puis, aux XIXe et XXe siècles, les pages des livres produits sont caractérisées par leur « grande qualité ».
La texture des pages de vieux livres est rugueuse et en apparence, les pages sont souvent parsemées de taches brunâtres.

## Livres récents
Dans la littérature récente, tout particulièrement depuis la seconde moitié du XXe siècle, les livres et leurs odeurs sont souvent très appréciées. Certaines éditions plus que d'autres, notamment celles de pages légères (presque fragiles) et fines. On retrouve les éditions folio, pocket, gallimard, Flammarion, librio, le livre de poche, etc.
Le toucher a aussi un grand rôle à jouer dans l'attrait pour les livres et la lecture[réf. nécessaire].